# Журавлиная песнь
«Журавлиная песнь» (баш. «Сыңрау торна») — первый башкирский балет в трёх актах. Либретто Файзи Гаскарова. Музыка композиторов Загира Исмагилова и Льва Степанова. Либретто балета написано по мотивам башкирской народной легенды «Сынрау торна».

## История балета
Балет «Журавлиная песнь» («Сыңрау торна») Загира Исмагилова и Льва Степанова в 3 актах был создан в 1941 году по мотивам одноимённой башкирской народной легенды «Сынрау торна».
Премьера состоялась в 1944 году на сцене Башкирского государственного театра оперы и балета.

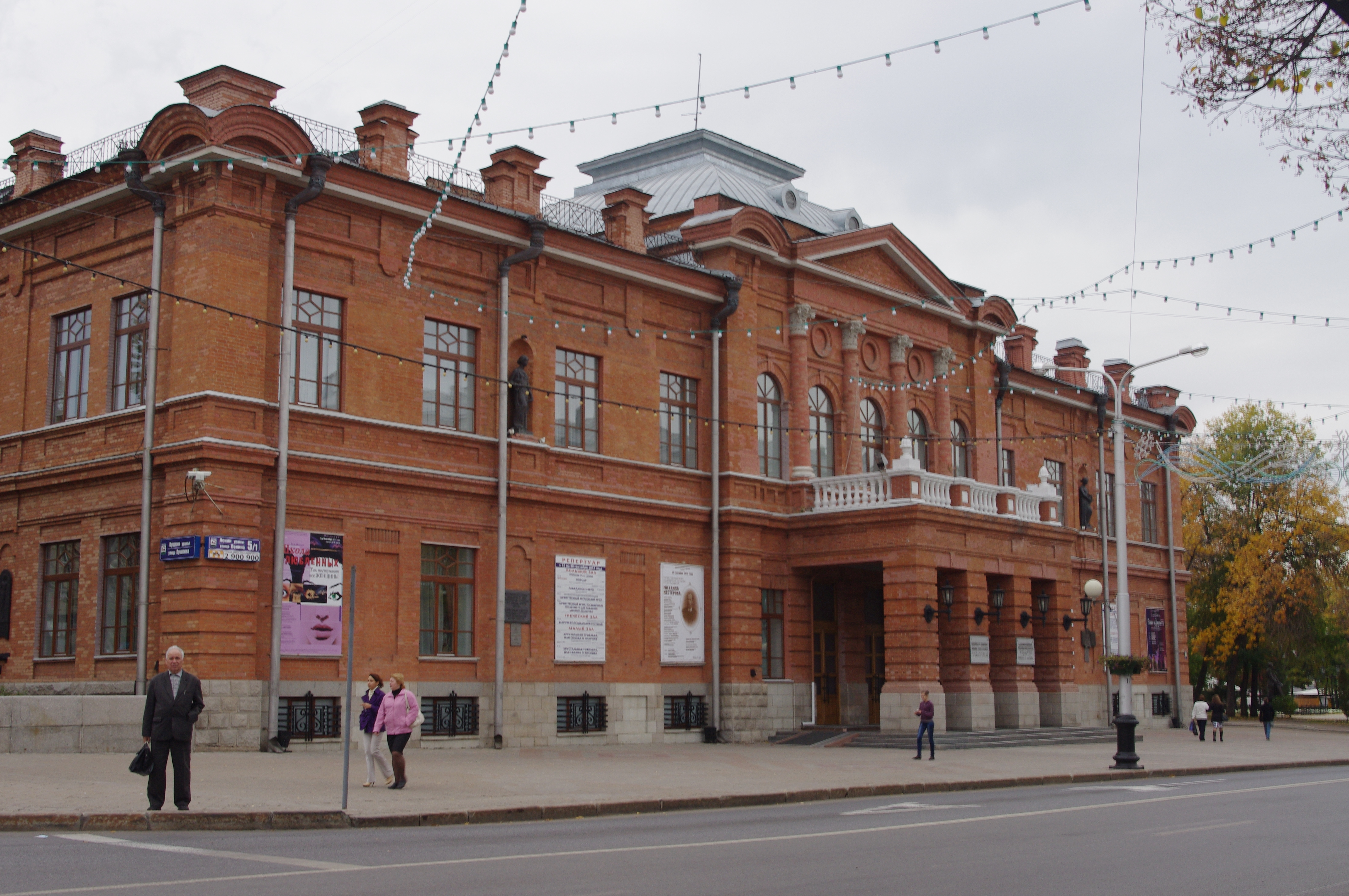
Башкирский государственный театр оперы и балета в Уфе, где в 1944 году состоялась премьера постановки балета

Состав постановки 1-й редакции:
- автор либретто: Файзи Гаскаров;
- балетмейстер: Нина Анисимова;
- дирижёр: Хасби Фазлуллин;
- сценограф: Галия Имашева.
- исполнители главных партий:

Зайтунгуль — Зайтуна Насретдинова;
Юмагул — Халяф Сафиуллин;
Арсланбай — Файзи Гаскаров, Хашим Мустаев;
Вожак журавлей — Нинель Юлтыева.
В 1953 году состоялась премьера 2-й редакции балета, которая уже состоял из 4 актов. Первые 2 картины были переработаны в два самостоятельные действия, также были дописаны некоторые сцены (к примеру, Сцена бури). В этой редакции балет был показан в 1955 году в Москве на Декаде башкирской литературы и искусства, а также в днях культуры Башкирской АССР в Ульяновске в 1968 году и в Ленинграде в 1969 году.
Состав постановки 2-й редакции:
- автор либретто: Файзи Гаскаров;
- балетмейстер: Нина Анисимова;
- дирижёр: Георгий Ержемский;
- сценограф: Мухамед Арсланов.
- исполнители главных партий:

Зайтунгуль — Зайтуна Насретдинова, Гузель Сулейманова;
Юмагул — Халяф Сафиуллин, Фаузи Саттаров;
Арсланбай — Фарит Юсупов;
Вожак журавлей — Майя Тагирова.
В 1973 году состоялась премьера 3-й редакции (в 3 актах) балета, который был восстановлен Зайтуной Насретдиновой и Рауфом Насыровым.
«Я никогда не забуду ни одной детали этого спектакля... что-то зажглось во мне, что-то особенное, очень личное... меня унесло далеко от того жалкого мира, в котором я жил, прямо на небеса».Рудольф Нуриев
Состав постановки 3-й редакции балета:
- автор либретто: Файзи Гаскаров;
- дирижёр: Гайнетдин Муталов;
- сценограф: Владимир Плекунов.
- исполнители главных партий:

Зайтунгуль — Леонора Куватова;
Юмагул — Юрий Ушанов;
Арсланбай — Шамиль Терегулов;
Вожак журавлей — С. И. Саттарова.
В 1997 году состоялась премьера 4-й редакции балета. Был показан в Москве во время Дней культуры Башкортостана.
Состав постановки 4-й редакции балета:
- постановщик: Шамиль Терегулов;
- дирижёр: Марат Ахмет-Зарипов;
- сценограф: Дмитрий Чербаджи.
- исполнители главных партий:

Зайтунгуль — Наталья Сологуб;
Юмагул — Бахрам Юлдашев;
Арсланбай — Руслан Мухаметов;
Вожак журавлей — Елена Фомина.
В 1959 году балет был экранизирован Свердловской киностудией. Либретто было написано Файзи Гаскаровым и Анвером Бикчентаевым. Режиссёром был назначен Олег Николаевский, а балетмейстером — Нина Анисимова. Исполнителями главных партий в фильме стали:
Зайтунгуль — Эльза Сулейманова;
Юмагул — Ильдус Хабиров;
Арсланбай — Халяф Сафиуллин;
Вожак журавлей — Зайтуна Насретдинова.

## Либретто балета
Либретто балета «Журавлиная песнь» написано Файзи Гаскаровым.
В основе балета заложена легенда о любви юноши и девушки, которым преодолеть все трудности жизни помогают соотечественники и родная природа в образе журавлей. Главным выразительным средством балета является органичное сочетание классического танца с башкирским народным танцем, которые содержат элементы пантомимы, обрядов, народных игр.

## Видеозаписи
- «Журавлиная песнь» (1959), фильм-балет на YouTube